# 三菱2G2族引擎
三菱2G2族引擎之別稱為三菱火神引擎（Mitsubishi Vulcan engine），乃1972年至1988年間由三菱汽車研發、生產的水冷式直列二缸四衝程循環往復式活塞汽油引擎，為三菱2G10族引擎的四衝程版本。

## 概要與歷史
汽門結構全部採用SOHC的設計，進氣與排氣汽門各一。除了屬於初期型的2G21型（無印火神）之外，全都配置了靜默軸。一開始以金屬正時鏈條驅動凸輪軸，後期型的G23B型則改使用橡膠正時皮帶。此外，發展至末期時還加入了渦輪增壓及氣冷式中冷器，為日本同級競品中首見。後繼產品為三菱3G8族引擎。

## 2G21型（無印火神）
排氣量359c.c.的2G21型（無印火神）之缸徑62.0mm、衝程59.6mm，由於有單、雙化油器之分，最大馬力為32ps / 8,000rpm或36ps / 8,500rpm，扭力峰值3.0kg·m / 5,500rpm或3.2 kg·m / 6,500rpm。此為最初發展的引擎，故無靜默軸之設計。但為了因應日本的汽車廢氣排放標準，而使用三菱MCA系統廢氣淨化技術。搭載車型：
- 1972年-1974年：第三代三菱Minica F4（前期型）
- 1972年-1974年：三菱Minica Skipper IV

## 2G21型（火神S）
1974年面世的2G21型（火神S）之排氣量、缸徑衝程皆不變，搭配三菱MCA-II系統及靜默軸之後馬力降至30ps / 6,000rpm。搭載車型：
- 1974年-1976年：第三代三菱Minica F4（後期型）

## 2G22型（新火神S）
1976年登場的2G22型（新火神S）乃因應日本政府允許擴大輕型車排氣量之上限，故擴缸至471c.c.、缸徑65.0mm、衝程71.0mm，最大馬力30ps / 6,500rpm或28ps / 6,500rpm，扭力峰值3.7kg·m / 4,000rpm。由於屬於過渡性產品，和其他對手一樣生產數量並不多，翌年1977年才又擴缸至546c.c.。搭載車型：
- 1976年-1977年：第三代三菱Minica 5
- 1976年-1977年：第三代三菱Minica 5 Van
- 1976年-1977年：第三代三菱Minicab 5

## 2G23型（新火神S）
1977年登場、擴缸至546c.c.的2G23型（新火神S）完全符合輕型車的新排氣量上限，中途使用三元觸媒轉化器後使得馬力及扭力略降。缸徑70.0mm、衝程71.0mm，最大馬力31ps / 5,500rpm或29ps / ,500rpm（附三元觸媒轉化器），扭力峰值4.2kg·m / 3,000rpm或4.1kg·m / 3,000rpm（附三元觸媒轉化器）。搭載車型：
- 1977年-1978年：第四代三菱Minica ami 55 / ami L / Econo
- 1977年-1978年：三菱Minica 55 Van
- 1977年-1978年：三菱Minicab Wide 55
- 1977年-1980年：三菱L100（外銷版）
- 1977年-1983年：馬自達Porter Cab

## G23B型（火神Ⅱ，正時鍊條型）
基本構造同2G23型，但半球狀的燃燒室設有MCA-JET系統，標準裝置有三元觸媒轉化器、EGR排氣再循環、名為「噴射閥門」（（日語）ジェットバルブ）的提升閥等。缸徑70.0mm、衝程71.0mm，最大馬力31ps / 5,500rpm，扭力峰值40.2 N·m / 3,500rpm。搭載車型：
- 1978年-1984年：第四代三菱Minica ami 55
- 1978年-1981年：三菱Minica 55 Van
- 1978年-1981年：三菱Minicab Wide 55
- 1981年-1984年：第三代三菱Minicab
- 1983年-1985年：馬自達Porter Cab

### G23BT型（渦輪增壓）
以正時鍊條型的G23B型為基礎，加上三菱重工業的TD02型渦輪增壓器，渦輪機葉輪直徑和壓氣機葉輪直徑同為34mm，最高容許迴轉數270,000rpm，重量2.5公斤，是當時世界上最小的渦輪增壓器。可輸出最大馬力39ps / 5,500rpm、扭力峰值5.5kg·m / 3,500rpm。1984年第五代Minica上市之際經重新調校後，可輸出最大馬力42ps / 6,000rpm、扭力峰值5.8kg·m / 3,500rpm。車型：
- 1983年-1984年：第四代三菱Minica Econo
- 1984年-1989年：第五代三菱Minica

## 2G24型
排氣量644c.c.的2G24型為外銷專用引擎，採取正時鍊條之設計，缸徑76.0mm、衝程71.0mm。車型：
- 1982年-1983年：三菱Minicab 700
- 1985年-1990年：柳州五菱LZ110
- 1980年代後期：三菱Mighty Mits

## 2G25型
排氣量783c.c.的2G25型也是外銷專用引擎，採取正時皮帶之設計，缸徑78.0mm、衝程72.0mm。車型：
- 1984年：中華多利800
- 1984年：三菱Minicab 800

## 外部連結
- （日語）三菱ミニカ小史 （页面存档备份，存于）
- （日語）Motor-Fan TECH：軽初のターボエンジン三菱［G23B-T］キャブターボ2態それぞれの特質 （页面存档备份，存于）